# Neve penitente

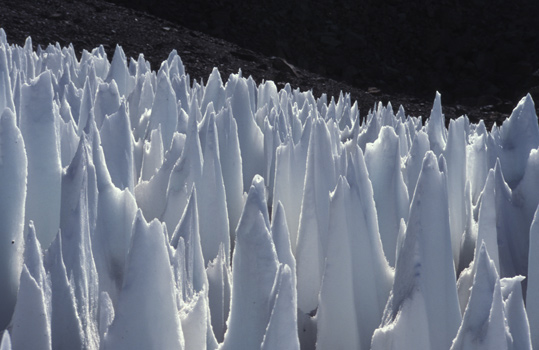
Penitenti di neve nelle Ande centrali (Argentina), alti tra 1,5 e 2 metri

La neve penitente (calco dello spagnolo nieve penitente) è una formazione nevosa delle regioni elevate tropicali e subtropicali, che si presenta per vaste estensioni sotto forma di piramidi o di coni regolari che da lontano ricordano figure umane incappucciate. Il fenomeno è frequente soprattutto nelle Ande, ma è stato osservato anche in Asia e Africa. Le singole formazioni sono comunemente chiamate penitenti.

## Prima descrizione
La neve penitente fu descritta per la prima volta da Charles Darwin nel 1839 nel suo libro Viaggio di un naturalista attorno al mondo. Il 22 Marzo 1835, salendo le Ande e passando una zona di neve perenne vicino al passo Piuquenes, Darwin osservò queste masse gelate e spiegò come durante il disgelo si trasformavano in pinnacoli.

## Sugli altri pianeti
Grazie alla sonda New Horizons, sulla superficie di Plutone sono stati osservati penitenti analoghi a quelli terrestri, ma di dimensioni molto maggiori: alti fino a 500 metri e separati tra di loro da distanze di 3-5 chilometri.